# セントヘレナ・アセンションおよびトリスタンダクーニャの島の一覧
セントヘレナ・アセンションおよびトリスタンダクーニャの島の一覧（セントヘレナ・アセンションおよびトリスタンダクーニャのしまのいちらん）はセントヘレナ・アセンションおよびトリスタンダクーニャの島について記す。

## 一覧
- アセンション島
- セントヘレナ島と周辺の小島
  - セントヘレナ島
  - ショア島（Shore Islet）
  - ジョージ島（George Islet）

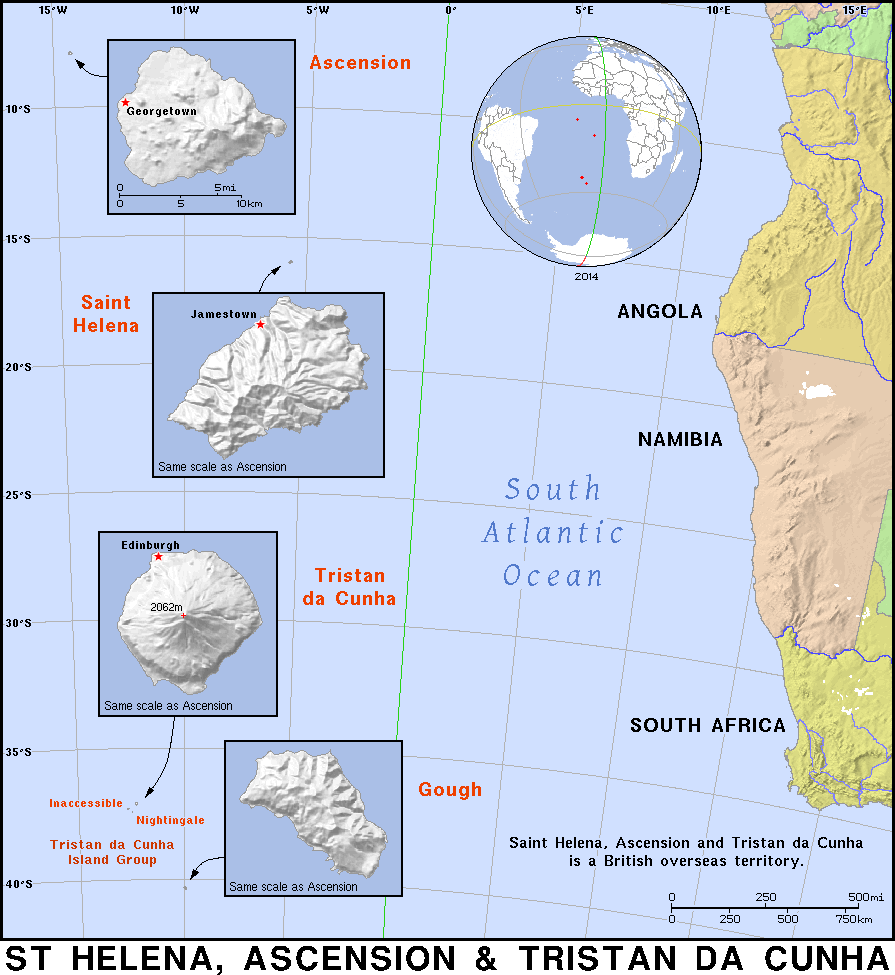
セントヘレナ・アセンションおよびトリスタンダクーニャ

  - フラット・ロック岩（Flat Rock）
  - サンディ・ベイ島（Sandy Bay Islet）
  - スピアリー島（Speery Islet）
  - ピークド島（Peaked Islet）
  - エッグ島（Egg Islet）
- トリスタンダクーニャ群島 (Tristan da Cunha Island Group)
  - トリスタンダクーニャ島
  - イナクセシブル島
  - ナイチンゲール諸島
    - ナイチンゲール島
    - ミドル島
    - ストルテンホフ島
- ゴフ島